# Hangszín
A hangszín a hangok egy meghatározott osztályának karakterisztikus jellemzője. Egyszerűbben megfogalmazva, a hangszín segítségével tudjuk megkülönböztetni az egyes hangokat (például egy gitár és a zongora hangját) abban az esetben is, ha hangerejük és hangmagasságuk azonos. A hangszínt nehezebb meghatározni, mint a hangmagasságot vagy a hangerőt, mert sokoldalú jelenségről van szó. Egydimenziós skála (mint például a halk/hangos intenzitás vagy magas/mély hangmagasság) nem alkalmazható a hangszín változásainak a leírására, mert nem létezik olyan ellentétpár, ami segítségével felállítható lenne egy ilyen skála. A hangszín multidimenzionális skálázásának alapjait Helmholtz fektette le a 19. században.

## Történet
Helmholtz fogalmazta meg a hangszín modern tanulmányozásának alapjait a Die Lehre von der Tonempfindungen című munkájában. Ez a munka megannyi fontos koncepciót tartalmaz a hangszín vizsgálatához. Helmholtz a hangot egy amplitúdógörbe által bezárt rezgésformaként írta le, melyben a görbének három fázisa van: felfutás, kitartás, lecsengés. (Későbbi kutatások kimutatták, hogy ennek a görbének nagy szerepe van a hangszín észlelésében). Helmholtz megállapította, hogy a rezgésforma természete is nagyban befolyásolja a hangszín érzékelését. A további kutatások a számítógép fejlődésével együtt zajlottak le, többek között Jean-Claude Risset, Trevor Wishart, Pierre Schaeffer, Dennis Smalley, John Grey, Steven McAdams, Albert Bregman és John Chowning munkáiban.

## ASA-definíció
Az Amerikai Akusztikai Társaság (Acoustical Society of America – ASA) meghatározása szerint a hangszín „a hangzás érzékelésének egy olyan jellemzője, amely lehetővé teszi a hallgatónak két azonos hangmagasságú és hangerősségű, azonosan megszólaltatott, de különböző hang megítélését” hozzátéve, hogy „a hangszín összetétele elsődlegesen a frekvenciaspektrumtól, valamint a hangnyomástól és az időbeli karakterisztikától függ”.

## Attribútumok
McAdams és Bergman szerint a hangszín „egy pszichoakusztikai multidimenzionális szemétkosár minden olyan jelenségre, amit nem tudunk a hangmagassághoz vagy a hangossághoz kötni.” Szigetvári Andrea azt írja, hogy „a jól definiált alapanyaggal, világos szabályokkal rendelkező, hagyományos zeneelmélet felől a hangszín, ez a meghatározhatatlan tulajdonságokkal rendelkező, sokdimenziós folytonosság furcsa, átláthatatlan ködnek tűnhet. A megfelelő tájékozódás feltétele a multidimenziós hangszíntérben az osztályozás, a rendszerezés és a strukturálás.” A hangszín elemzését könnyítendő az elemzők nagy része fő alkotóelemeire bontja a hangszínt. Ezek Robert Erickson szerint (Schouten attribútumaira alapozva):
1. Elhelyezkedés a zenei és a zajszerű hangok közötti skálán
2. a spektrális burkológörbe
3. az idő alapú burkológörbe (Felfutás – kitartás – lecsengés)
4. az alapfrekvencia (mikrointonáció) és a spektrális burkológörbe (formáns csúsztatás) változásai
5. a hang megszólaltatásának időintervalluma

Erickson ad egy táblázatot is, összehasonlítva a szubjektív élményt a fizikai jelenséggel:
| Szubjektív                 | Objektív                      |
| -------------------------- | ----------------------------- |
| tonális karakter           | periodikus hang               |
| zajos, ál-tonális karakter | zaj, véletlenszerű impulzusok |
| színezet                   | spektrális burkológörbe       |
| kezdet/végpont             | hangerőnövekedés/csökkenés    |
| vibrato                    | frekvenciamoduláció           |
| tremolo                    | amplitudómoduláció            |

## Harmonikusok
Egy hang vagy hangszín gazdagsága gyakran leírható különböző számú frekvenciák összegeként. A legmélyebb frekvenciát alapfrekvenciának hívjuk, mely a hangmagassággal egyenlő, ez alapján tudjuk a hangokat megnevezni. De egy komplex hang valójában több, egymásra épült frekvenciából áll, ezeket nevezzük Részhangoknak, felhangoknak. A felhangok lehetnek harmonikusok és inharmonikusok. A harmonikus felhangok az alaphang egész számú többszörösei, az inharmonikus felhangok az alaphang nem egész számú többszörösei. Léteznek szubharmonikusok is, ezek az adott harmonikus inverzei. Bármely hangszer hangszínét a rá jellemző felhangtextúra határozza meg. A jól érzékelhető hangmagasságot adó hangszerek hangszínében a harmonikusok vannak többségben (oboa, klarinét, cseleszta), míg a hangmagasságot nem adó hangszerekében pedig az inharmonikusok (tam-tam, cintányér).
Tulajdonképpen bármilyen hang hangszíne jól leírható a részhangjaik összegeként. A hangszín beazonosításának ezért remek eszköze a Fourier-transzformáció illetve az ebből következő spektrális burkológörbe, mely az egyes felhangok időbeli felfutását és lecsengését mutatja meg.

## Burkológörbék
Míg egy hangszín analízisénél remek eszköz a spektrális burkológörbe, addig az észlelés vizsgálatánál ugyanilyen fontos az amplitúdógörbe is; a felfutási idő és ennek karakterisztikája (lineáris vagy exponenciális), a visszaesés a kitartásra, a kitartás és a lecsengés (angolul ADSR - attack-decay-sustain-release) és a tranziensek (majdnem minden szintetizátor rendelkezik ezeknek a paramétereknek az irányítási/modulálási lehetőségével). Ha például elvesszük a hangindítást a zongora hangjából, nehezebb lesz beazonosítani a hangját, lévén a kalapács megütésének a hangja, valamint az ebből következő hirtelen felfutó hang szerves része a zongora hangszínének.

## Osztályozás
A hangszínek osztályozásának számos kiváló példája van. Pierre Schaeffer „A zenei objektumok traktátusa” című műve történelmi jelentőségű; először ő próbálta meg a hangszíneket osztályozni, amivel hosszú éveket töltött el, lévén nem álltak rendelkezésére a kutatást vizualizációval segítő hanganalízis-módszerek. Ennek ellenére egy komplex művet hozott létre, melyet azóta sokan követtek és fejlesztettek tovább. Legfontosabb közülük Dennis Smalley spektromorfológia elmélete. Az erről szóló értekezés öt nagy szakaszból áll: spektrum-tipológia, morfológia, mozgás, strukturálható folyamatok, tér. A hangzásdimenziók osztályozását a spektrum-tipológiában és a morfológiában találhatjuk, míg a mozgást és a strukturáló folyamatokat leíró fejezetek a hangzásdimenziók kezelését tárgyalják. Az elmélet meghatározó újítása a tér jellemzőinek vizsgálata.

## Multidimenziós skálázás
A számítógép fejlődése lehetővé tette hatékonyabb eszközök alkalmazását a hangszíndimenziók feltárásában. John M. Grey kutatási eredményei úttörőnek számítottak ezen a területen. „A multidimenzionális skálázás arra szolgál, hogy bizonyos tulajdonságokra vonatkozó hasonlósági vagy különbözőségi adatokból létre lehessen hozni olyan sokdimenziós geometriai reprezentációkat, melyekben az egymáshoz valamilyen szempontból közelebbinek érzékelt vagy gondolt objektumok az ábrázolásban is közel kerülnek egymáshoz, s ezáltal az adott tulajdonságok között észlelt viszonyokat egy megfelelő dimenzió-számú geometriai térben a lehető legpontosabban tükrözik vissza.” Vegyük például a harmonikus akusztikus hangszerhangok skálázását. Grey a kísérletéhez számítógéppel szintetizált hangszerhangokat használt. A hangszerek: EH - angol kürt, O1 - oboa, X2 - altszaxofon, S2, S3 - cselló (sul tasto és sul ponticello játékmód), TP - trombita, TM - harsona hangfogóval. Az eredmények a multidimenzionális skálázás segítségével kerültek értékelésre, ez látható az alábbi ábrán. A hangszíntér koordinátáit a következő hangszíndimenziók határozták meg:
1. y tengely: a spektrális energia eloszlása, a magas frekvencia-összetevők számának növekedése a spektrumban
2. x tengely: a magas összetevők szinkronicitása a felfutás fázisában
3. z tengely: alacsony amplitúdójú magas frekvenciák jelenléte a felfutás fázisában.

Grey bebizonyította, hogy a percepció alapú megközelítés alapján jól behatárolható következtetéseket lehet levonni, valamint a hangzások rendezhetőek egyes tulajdonságaik mentén.